# پوتکاسته (شهرستان هیو)
پوتکاسته (به لاتین: Putkaste) یک منطقهٔ مسکونی در استونی است که در دهستان کاینا واقع شده‌است.